# Торре-д’Изола
Торре-д’Изола (итал. Torre d’Isola) — коммуна в Италии, располагается в регионе Ломбардия, в провинции Павия.
Население составляет 2276 человек (2008), плотность населения составляет 142 чел./км². Занимает площадь 16 км². Почтовый индекс — 27020. Телефонный код — 0382.
Покровительницей коммуны почитается Пресвятая Богородица (Дева Мария Снежная), празднование 1 августа.

## Демография
Динамика населения:

## Администрация коммуны
- Официальный сайт: http://www.comune.torredisola.pv.it/